# Claude Guylouis
Claude Guylouis ist das gemeinsame Pseudonym der drei französischen Autoren Claude Klotz (bekannter als Patrick Cauvin, 1932–2010), Jean-Louis Robert (1942–2021) und Guy Vidal (1939–2002). Neben einigen Fernsehbeiträgen und literarischen Werken schrieben sie sieben Kurzgeschichten für Lucky Luke.
Nach den ersten zwei Kurzgeschichten Die Geister-Ranch und Die Statue, die 1986 im Album Die Geister-Ranch und andere Storys erschienen, wurden 1987 die nächsten vier Kurzepisoden Das Alibi, Athletic City, Die Daltonitos und Ein Pferd verschwindet im Band Das Alibi und andere Geschichten veröffentlicht. Ihre letzte Arbeit war die Kurzgeschichte Der französische Koch, die ursprünglich 2003 im Querformat erschien und später in das für den deutschen Sprachraum zusammengestellte Album Ein Menü mit blauen Bohnen (2014) integriert wurde.

## Werke
- 1986–2003: Lucky Luke
- 1992: Sam & Léna